# 安德丽娅·赖斯伯勒
安德丽娅·露易斯·赖斯伯勒（英語：Andrea Louise Riseborough，/ˈraɪzbɜːr.oʊ/，1981年11月20日—）是一名英國女演員，曾出演電影《史達林死了沒？》、《勝負反手拍》、《鳥人》、《遺落戰境》、《無間追緝》、《疏離世界》、《影子舞者》、《溫莎公爵的情人》、《布萊登棒棒糖》、《別讓我走》、《鐵娘IN工廠》、《無憂無慮》、《維納斯》和《致蕾絲莉》，其中以《致蕾絲莉》获得第95届奥斯卡金像奖最佳女主角提名。

## 早年生活
赖斯伯勒出生于沃爾森德泰恩河畔新堡。母親伊莎貝爾·約翰遜（Isabel Johnson）是一名秘書，父親喬治·赖斯伯勒（George Riseborough）是一名汽車經銷商。

## 外部連結
- 安德丽娅·赖斯伯勒在互联网电影资料库（IMDb）上的資料（英文）
- 在AllMovie上安德丽娅·赖斯伯勒的頁面（英文）
- 烂蕃茄上的安德丽娅·赖斯伯勒
- 安德莉亞·瑞絲柏在皇家戲劇藝術學院